# Urothemis assignata
Urothemis assignata är en trollsländeart som först beskrevs av Selys 1872.  Urothemis assignata ingår i släktet Urothemis och familjen segeltrollsländor. IUCN kategoriserar arten globalt som livskraftig. Inga underarter finns listade i Catalogue of Life.